# Are You Experienced
Vous lisez un « bon article » labellisé en 2019.
Pour la chanson, voir Are You Experienced?.
Albums de The Jimi Hendrix Experience
Axis: Bold as Love
(1967)
Singles
1. Hey Joe
Sortie : 15 décembre 1966
2. Purple Haze
Sortie : 17 mars 1967
3. The Wind Cries Mary
Sortie : 5 mai 1967

Are You Experienced est le premier album du groupe The Jimi Hendrix Experience, sorti en 1967.
Courant 1966, le guitariste américain Jimi Hendrix entre en contact avec l'ex-Animals Chas Chandler. Chandler et Michael Jeffery deviennent ses managers et l'invitent à venir enregistrer à Londres. Deux musiciens britanniques, le bassiste Noel Redding et le batteur Mitch Mitchell, sont recrutés pour l'accompagner au sein d'un groupe baptisé The Jimi Hendrix Experience. Le trio signe chez Track Records au mois d'octobre et commence à travailler sur ses premières chansons. Les séances d'enregistrement de l'album se déroulent dans trois studios londoniens et durent jusqu'au début du mois d'avril suivant.
Are You Experienced paraît au Royaume-Uni le 12 mai 1967 chez Track Records, puis le 23 août aux États-Unis chez Reprise Records. La version américaine de l'album présente un contenu légèrement différent, certaines chansons ayant été remplacées par les faces A des trois premiers 45 tours du groupe, parus entre décembre 1966 et mai 1967 : Hey Joe, Purple Haze et The Wind Cries Mary. C'est un succès immédiat des deux côtés de l'Atlantique. Le disque se classe no 2 des ventes au Royaume-Uni derrière Sgt. Pepper's Lonely Hearts Club Band des Beatles et no 5 aux États-Unis, où il est certifié disque d'or (500 000 exemplaires vendus) en mars 1968.
Are You Experienced est considéré comme l'un des albums emblématiques du rock psychédélique, ainsi que l'un des meilleurs premiers albums de l'histoire du rock. En 2005, la Bibliothèque du Congrès l'ajoute à son Registre national des enregistrements en reconnaissance de son importance culturelle.

## Histoire

### Contexte

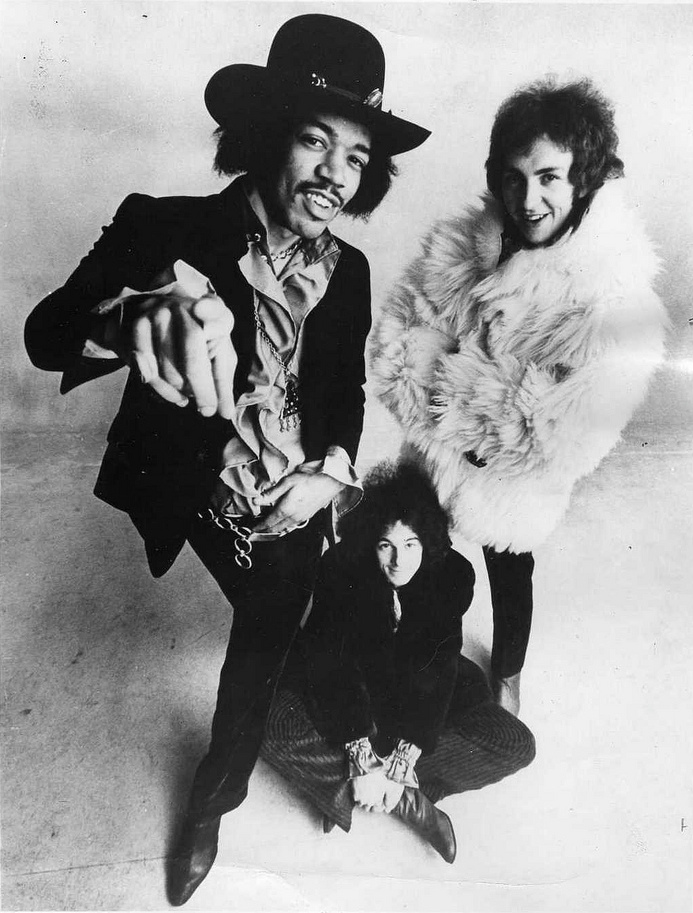
The Jimi Hendrix Experience en 1968. De gauche à droite : Jimi Hendrix, Mitch Mitchell et Noel Redding (assis).

En mai 1966, le guitariste américain Jimi Hendrix, âgé de vingt-trois ans, s'efforce de gagner sa vie comme musicien dans le circuit du rhythm and blues de New York. Lors d'un concert au Cheetah Club, l'une des boîtes les plus courues de la ville, il est repéré par Linda Keith, la petite amie de Keith Richards, le guitariste des Rolling Stones. Elle le recommande au manager des Stones Andrew Loog Oldham et au producteur Seymour Stein, mais les deux hommes ne perçoivent pas son potentiel et déclinent toute collaboration avec lui. Linda Keith parle alors de Hendrix à Chas Chandler, le bassiste des Animals, qui vient de quitter le groupe et souhaite se reconvertir dans le management et la production d'autres musiciens. Il est persuadé qu'avec le bon artiste, il pourrait produire un 45 tours à succès avec la chanson de Billy Roberts Hey Joe. Impressionné par l'interprétation qu'en donne Hendrix sur scène avec son groupe Jimmy James and the Blue Flames (en), Chandler l'invite à Londres le 23 septembre 1966 et lui fait signer un contrat avec lui et Michael Jeffery, l'ancien manager des Animals.
Chandler ne perd pas de temps à recruter des musiciens pour former The Jimi Hendrix Experience, groupe destiné à mettre en valeur les talents du guitariste. Hendrix fait la connaissance de Noel Redding lors d'une audition et sa maîtrise des progressions d'accords du blues l'impressionne. Redding accepte de devenir le bassiste de l'Experience. C'est par l'intermédiaire d'un ami commun que Chandler entre en contact avec le batteur Mitch Mitchell, fraîchement renvoyé de Georgie Fame and the Blue Flames (en). Hendrix, Redding et Mitchell répètent ensemble, et leur intérêt commun pour le rhythm and blues les rapproche. Le courant passe si bien que Mitchell n'hésite pas lorsque Chandler lui propose de compléter le trio,. Fin octobre, le groupe signe chez Track Records après avoir été refusé par Decca. Track est une jeune maison de disques fondée par Kit Lambert et Chris Stamp, les managers des Who.

### Enregistrement
Are You Experienced est enregistré en l'espace de cinq mois, entre fin octobre 1966 et début avril 1967, durant le temps libre laissé par les tournées du groupe en Europe. Seize séances d'enregistrement lui sont dédiées dans trois studios londoniens : les studios CBS, De Lane Lea et Olympic. La majeure partie des séances a lieu aux studios Olympic, car les musiciens bénéficient d'une meilleure acoustique et d'équipements dernier cri, bien qu'on n'y trouve encore que des enregistreurs quatre-pistes alors que les studios américains sont déjà passés au huit-pistes.
En raison de son budget limité, Chandler s'arrange pour réaliser la pré-production de l'album avec Hendrix dans l'appartement que les deux partagent. Il s'efforce de limiter au maximum l'apport créatif de Mitch Mitchell et Noel Redding. Par la suite, il s'explique : « Ça ne me préoccupait pas que Mitch ou Noel aient l'impression de ne pas avoir voix au chapitre […] J'avais été membre d'un groupe pendant des années : ça se finissait toujours sur des compromis, et personne ne faisait jamais ce qu'il voulait vraiment faire. Je ne voulais pas que ça se passe comme ça avec Jimi ». Aussi, lorsque l'Experience entre en studio, les séquences d'accords et les tempos pour Mitchell sont d'ores et déjà écrits, tandis que Chandler encadre étroitement les parties de basse de Redding.

#### Octobre-décembre 1966

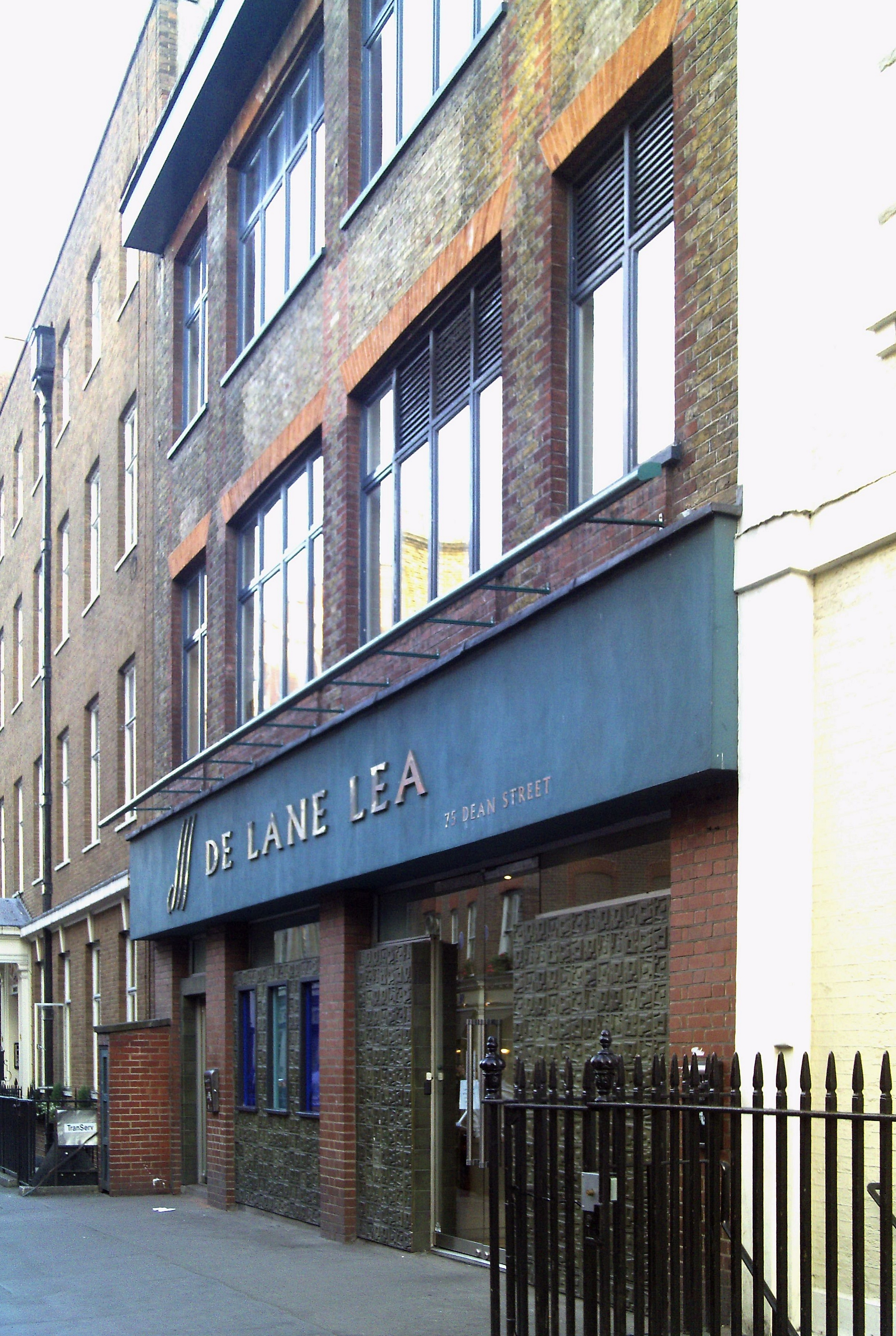
L'entrée des studios De Lane Lea.

Le 23 octobre 1966, l'Experience enregistre Hey Joe aux studios De Lane Lea, avec Chandler comme producteur et Dave Siddle comme ingénieur du son. Le groupe féminin The Breakaways assure les chœurs. Dans son journal, Noel Redding note que deux chansons sont enregistrées le 23 octobre. La seconde pourrait être une reprise de Killing Floor ou Land of a Thousand Dances. Cependant, Chandler souhaite que le premier 45 tours du groupe soit composé de deux chansons originales. Il incite donc Hendrix à se mettre à l'écriture. Le guitariste compose sa première chanson pour l'Experience, Stone Free, dès le lendemain,. Toujours en vue de réduire les frais de studio, Chandler loue Aberbach House pour que le trio puisse y répéter ses nouvelles chansons. En voyant que les musiciens les apprennent très vite lorsqu'ils s'échauffent en studio, il met vite un terme à ce système. L'Experience retourne aux studios De Lane Lea le 2 novembre et boucle Stone Free, ainsi qu'une démo de Can You See Me.
Mécontent de la qualité sonore à De Lane Lea, Chandler réserve les studios CBS sur le conseil de Kit Lambert. Après cinq semaines de concerts (huit en Allemagne et trois en Angleterre), l'Experience retourne en studio le 13 décembre. Cette séance s'avère particulièrement productive : les pistes instrumentales des chansons Love or Confusion, Can You See Me et Third Stone from the Sun sont mises en boîte, ainsi que le chant et les instruments de Foxy Lady. Durant cette séance, l'ingénieur du son Mike Ross enregistre la guitare de Hendrix en plaçant le micro à trois mètres de distance dans une grande salle pour capter au mieux sa puissance sonore. Le groupe joue dans les conditions du direct, seules les parties vocales étant overdubbées dans un second temps. Bien que l'argent commence à manquer, Chandler encourage le trio à enregistrer plusieurs prises de chaque chanson jusqu'à en être complètement satisfaits. Après cette séance, l'Experience apparaît dans l'émission Ready Steady Go! pour son premier passage à la télévision.
Les quatre pistes enregistrées le 13 sont finalisées deux jours plus tard. Chandler apprécie la qualité des studios CBS, mais il se brouille avec leur propriétaire, Jake Levy, sur des questions d'argent : alors que Chandler comptait régler le prix des séances une fois l'album terminé, Levy souhaite être payé d'avance. Chandler trouve cette exigence déraisonnable, mais il est contraint de payer pour récupérer les bandes de l'Experience. Il se promet de ne plus jamais faire affaire avec CBS. Une cinquième et dernière chanson est enregistrée dans ces studios : Red House. Tous ces enregistrements sont en mono, le son stéréophonique étant encore peu populaire. Ils sont mixés très rapidement, jamais plus d'une demi-heure par chanson d'après Ross.
Mitch Mitchell arrive souvent en retard aux répétitions et aux séances d'enregistrement. Il ne se déplace même pas lors de la séance du 15 décembre, ce qui incite Hendrix et Redding à envisager de le renvoyer. Ils font passer une audition à John Banks, un ami du bassiste, qui se débrouille si bien qu'ils lui proposent de les rejoindre. Banks, qui souffre d'aviophobie, refuse. D'après Redding, les retards de Mitchell cessent lorsque Chandler arrête de lui verser son salaire. Le groupe retourne aux studios De Lane Lea le 21 décembre pour enregistrer deux versions de Red House et commencer le travail sur Remember. Ces deux chansons subissent d'importantes modifications en avril 1967 aux studios Olympic.

#### Janvier 1967

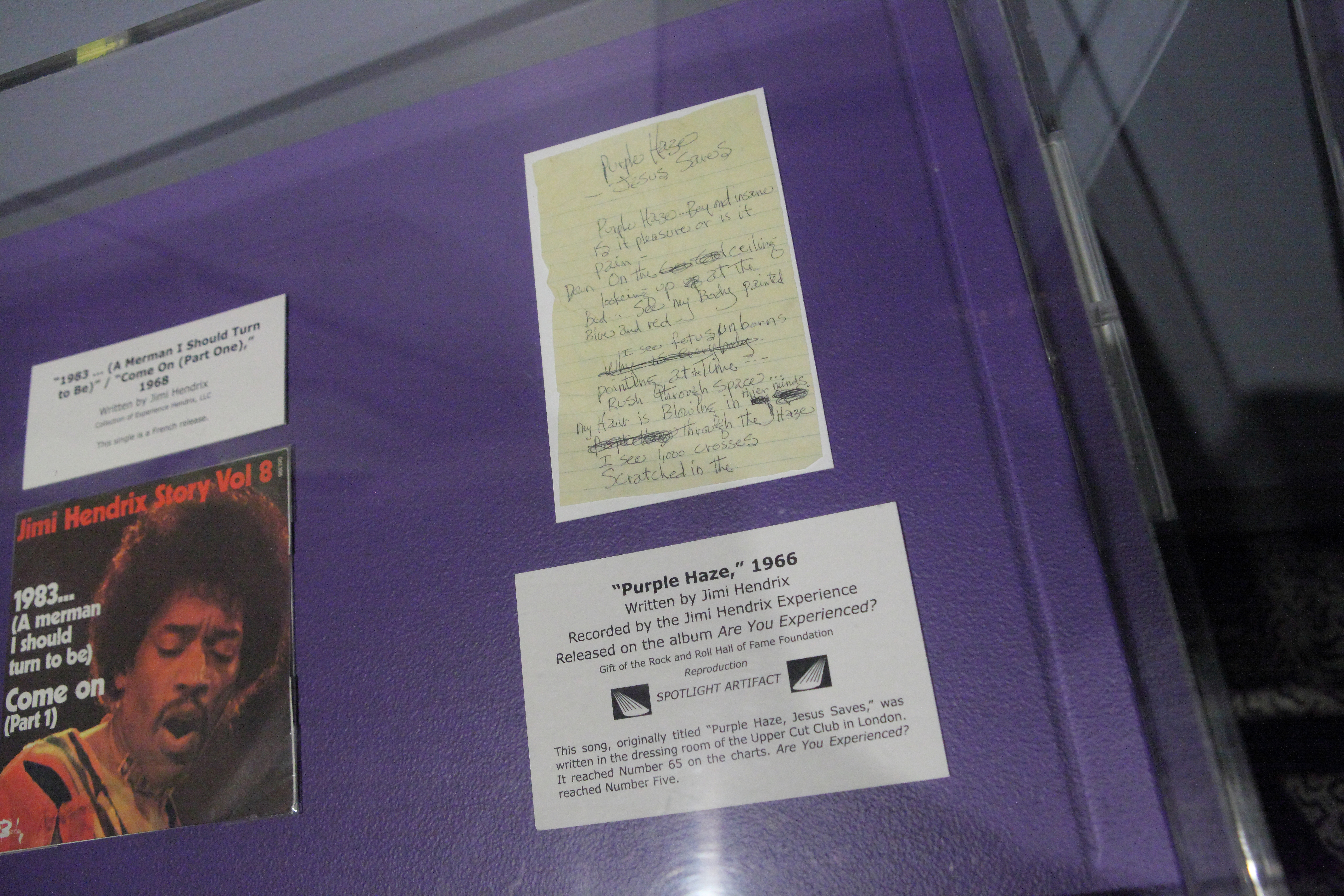
Paroles de Purple Haze exposées au Rock and Roll Hall of Fame.

Après trois semaines loin des studios, notamment marquées par une apparition dans Top of the Pops le 29 décembre, l'Experience retrouve les studios De Lane Lea le 11 janvier 1967. Le trio commence à travailler sur son deuxième 45 tours, avec une nouvelle composition de Hendrix prévue pour la face A : Purple Haze. Les arrangements de cette chanson sont plus complexes qu'à l'accoutumée, et elle requiert quatre heures de travail pour être achevée, ce que Chandler juge extravagant. Le solo de guitare est le premier enregistré par Hendrix avec une pédale d'effet Octavia. La face B, 51st Anniversary, est la première où le groupe utilise les overdubs au lieu de réenregistrer toute la chanson : cinq overdubs de guitare sont assemblés pour former une seule piste. Bien que Mitchell et Redding n'aient jamais entendu la chanson avant, 51st Anniversary est bouclée ce jour-là. Third Stone from the Sun est réenregistrée, mais pas achevée, et il faut sept tentatives pour aboutir à une version de travail acceptable de Fire. Le trio se consacre ensuite à la ballade The Wind Cries Mary. Comme 51st Anniversary, c'est une chanson totalement nouvelle pour Mitchell et Redding, mais une seule prise suffit pour l'enregistrer avant que Hendrix n'ajoute plusieurs overdubs de guitare. Le batteur et le bassiste commencent à se plaindre de leur participation limitée à la création des chansons, mais Chandler refuse d'écouter leurs protestations : « on ne pouvait pas se permettre de perdre du temps là-dessus ».
Du 12 janvier au 2 février, l'Experience donne vingt concerts en Angleterre, dont un pour l'émission Top of the Pops le 18 janvier. Chandler est mécontent de la qualité sonore des bandes du 11 janvier, et le voisinage commence à se plaindre du vacarme qui sort des studios De Lane Lea durant les séances de l'Experience. Brian Jones et Bill Wyman conseillent au producteur les studios Olympic, qui sont alors considérés comme le meilleur studio indépendant de Londres. Malgré le succès du 45 tours Hey Joe, l'argent reste un problème pour Chandler. Le propriétaire des studios Olympic exige d'être payé d'avance, mais Track n'a pas encore reçu les débours de Polydor. Ces derniers garantissent néanmoins à Chandler un crédit à Olympic.

#### Février 1967

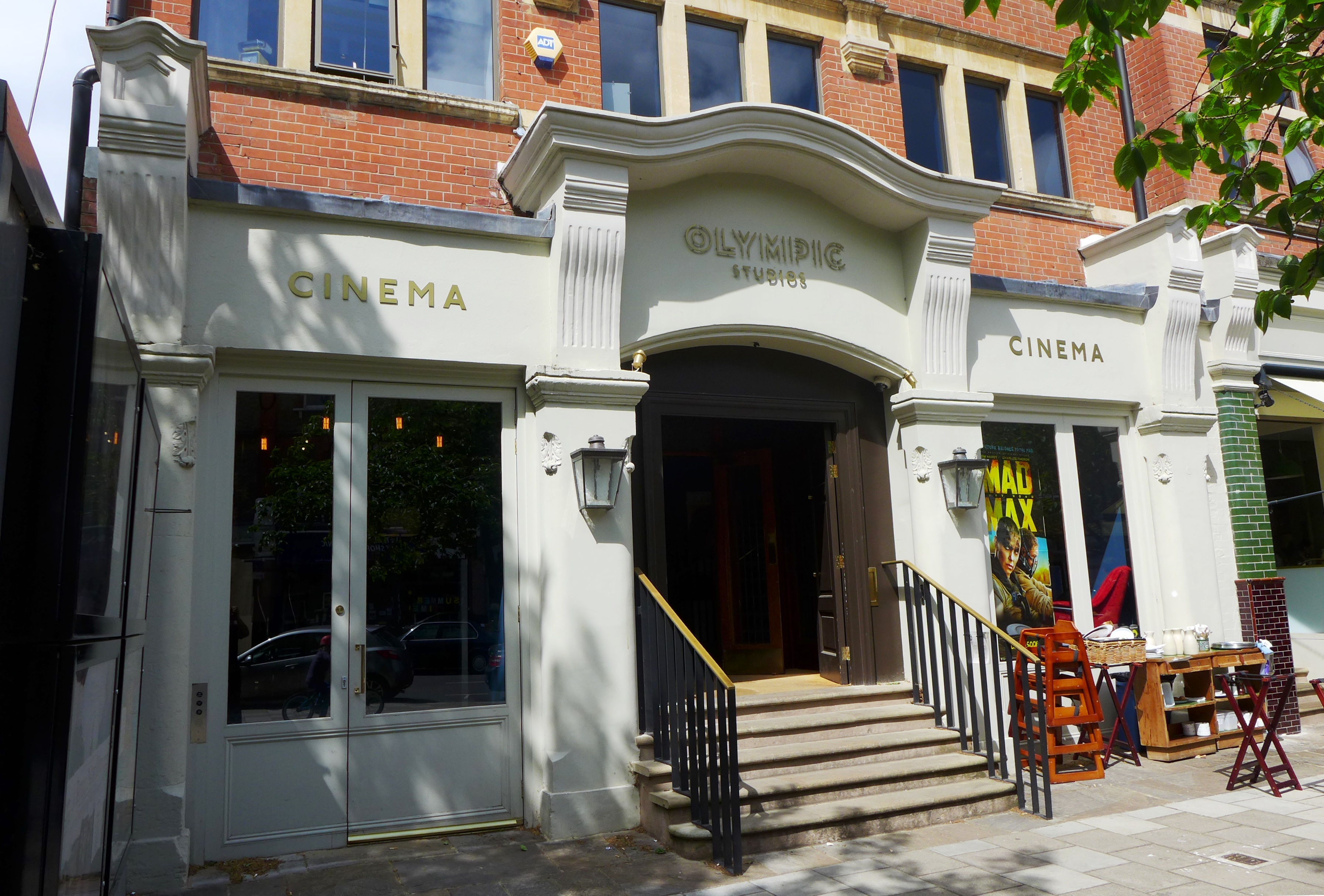
L'entrée des studios Olympic.

Chandler peut donc réserver les studios Olympic sans s'inquiéter du coût. L'Experience s'y rend pour la première fois le 3 février. L'ingénieur du son Eddie Kramer utilise une méthode d'enregistrement différente pour pallier les limites de l'enregistrement sur quatre pistes qui frustrent Hendrix. Jusqu'ici, le groupe enregistrait basse et batterie en mono sur deux pistes, mais Kramer préfère enregistrer la batterie en stéréo sur deux pistes, la basse et la guitare rythmique occupant les deux autres. Cette méthode inhabituelle permet d'utiliser les quatre pistes disponibles pour capturer le son live du trio. Kramer et Chandler mixent ensuite ces quatre pistes sur deux pistes, afin d'en libérer deux pour la guitare principale et le chant. Ce système permet de satisfaire à la fois le perfectionnisme de Hendrix et le désir de Chandler de limiter (pour des raisons de budget) le nombre de prises nécessaires pour une piste de base. Kramer ajoute également des micros à proximité de la guitare, parmi lesquels des microphones à ruban Beyer M1 60 qui ne sont généralement pas utilisés pour de la musique aussi forte.
La séance du 3 février est consacrée à l'amélioration de Purple Haze : Hendrix réenregistre les parties de chant et de guitare principale, et un autre overdub de guitare avec pédale est accéléré et intégré à la fin de la chanson. Quatre jours plus tard, le 7 février, le travail se poursuit avec l'enregistrement de la guitare rythmique de Hendrix et des chœurs de Redding. Le mixage final de la chanson est bouclé le lendemain, après l'ajout d'effets sonores overdubbés. Ce même 8 février, Fire est presque entièrement reprise à zéro : de la version enregistrée à De Lane Lea, seule la ligne de basse de Redding est conservée et doublée afin de renforcer les fréquences basses. La deuxième ligne de basse est placée sur une piste dédiée et l'originale est superposée à la nouvelle partie de batterie enregistrée par Mitchell. Enfin, Foxy Lady est également retravaillée, avec une nouvelle ligne de basse et des overdubs de guitare et de batterie. Une fois les chœurs de Redding et le chant de Hendrix enregistrés, Kramer peut préparer le mixage final de la chanson.
Hendrix n'aime pas qu'on le regarde chanter, et il demande aux ingénieurs d'Olympic de monter un écran entre lui et la salle de contrôle. Cet écran cause des problèmes : lorsque les lumières sont basses, il est complètement invisible pour les ingénieurs, qui ne peuvent donc pas voir ses indications gestuelles. Comme à De Lane Lea, son utilisation d'amplificateurs en série à un volume très élevé donne lieu à des protestations de la part du voisinage. L'opérateur George Chkiantz se rappelle que la musique de Hendrix ne suscitait pas toujours des réactions positives : « Chas était persuadé de tenir quelque chose, mais tout le monde n'était pas de cet avis. » Les nombreuses fans du guitariste constituent un autre problème. Hendrix ne fait aucun secret de ses déplacements, si bien que beaucoup de ses admiratrices le suivent en permanence, y compris dans les studios. Les employés d'Olympic sont chargés de les tenir à l'œil et de s'assurer qu'elles ne perturbent pas le bon déroulement du travail.
Le 20 février 1967, des problèmes d'horaires aux studios Olympic contraignent Chandler et le groupe à retourner à De Lane Lea,. I Don't Live Today est enregistrée ce jour-là, avec un effet wah-wah manuel. Hendrix enregistre à nouveau le chant à Olympic plus tard.

#### Mars-avril 1967

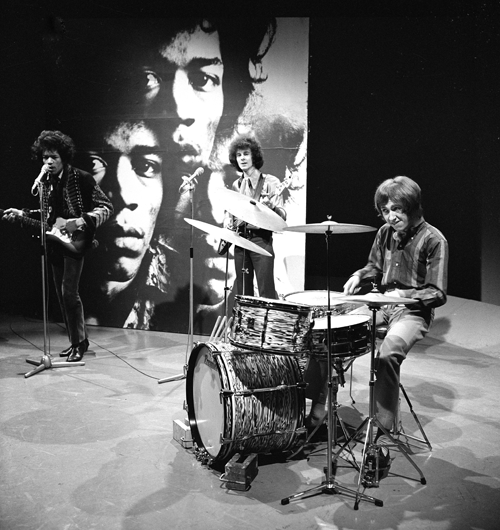
The Jimi Hendrix Experience à la télévision néerlandaise en mars 1967.

L'Experience retourne à De Lane Lea le 1er mars 1967, après une semaine de pause entrecoupée de concerts. Les musiciens tentent d'enregistrer Like a Rolling Stone, une reprise de Bob Dylan qui figure depuis longtemps dans leur répertoire scénique, mais ils ne parviennent pas à mettre en boîte une piste de base acceptable, en grande partie parce que Mitchell n'arrive pas à garder le tempo. Le mois de mars est ensuite consacré à des concerts en Belgique, en Allemagne et en Angleterre ; le groupe se produit notamment dans l'émission télévisée de Simon Dee (en) et dans le Saturday Club (en) sur les ondes de la BBC.
Une nouvelle séance a lieu aux studios De Lane Lea le 29 mars. Un premier mixage de la chanson Manic Depression est réalisé, mais abandonné par la suite au profit d'un autre mixage produit à Olympic. Le 3 avril, le trio retrouve les studios Olympic pour une session de huit heures, « très organisée » d'après Kramer, qui voit l'enregistrement de trois nouvelles chansons : Highway Chile, May This Be Love et Are You Experienced?. Chandler termine également les mixages finaux de I Don't Live Today, May This Be Love et Are You Experienced? ce jour-là.
Le lendemain, le trio se tourne vers Third Stone from the Sun. Chandler estime qu'il vaudrait mieux abandonner la démo du 11 janvier pour reprendre la chanson à zéro. Are You Experienced?, Highway Chile et Love or Confusion sont remixées afin de libérer deux pistes sur chacune pour le chant et la guitare de Hendrix. Deux mixages de Highway Chile sont réalisés, l'un en mono et l'autre en stéréo. Chandler préfère le premier et le choisit pour figurer en face B du troisième single de l'Experience, au dos de The Wind Cries Mary. Le groupe retourne aux studios Olympic le 10 avril, pour une séance principalement consacrée à l'enregistrement de fragments de dialogue, qui sont ralentis avant d'être insérés dans Third Stone from the Sun.
Durant les deux semaines qui suivent, l'Experience donne des concerts et participe à des événements promotionnels, dont des apparitions sur les plateaux de Monday Monday et Late Night Line-Up (en). Le mixage de l'album est bouclé vers 3 heures du matin le 25 avril. Après quelques heures de sommeil, Chandler se rend aux bureaux de Polydor pour faire écouter une démo de l'album à Horst Schmaltze, le président du département A&R.

« J'ai commencé à avoir des sueurs froides quand Horst a déposé l'aiguille sur le disque. Je me suis dit : … quand il va entendre ça, il va me faire interner… Il a écouté toute la première face sans dire un mot, puis il a retourné le disque pour écouter l'autre face. Je commençais à me demander ce que j'allais bien pouvoir lui dire pour me tirer de ce pétrin. Il est resté silencieux un moment après la fin de l'album, et puis il a dit : « C'est excellent. C'est la meilleure chose que j'aie jamais entendue ». »

— Chas Chandler

### Parution
Le premier 45 tours de l'Experience sort au Royaume-Uni le 16 décembre 1966, avec Hey Joe en face A et Stone Free en face B. Comme Track Records n'est pas encore actif, le disque paraît sur le label Polydor. Il se classe no 6 du hit-parade britannique au début de l'année 1967. Il est suivi le 1er mars du single Purple Haze / 51st Anniversary, qui entre dans les charts le 23 mars et se hisse jusqu'à la troisième place.
Le troisième single de l'Experience, The Wind Cries Mary / Highway Chile, sort le 5 mai 1967 au Royaume-Uni, alors que Purple Haze est encore no 3 des ventes. Sortir un nouveau 45 tours alors que le précédent est encore dans les charts est inhabituel, de même que le choix d'une ballade comme The Wind Cries Mary, très différente de Purple Haze. D'après Chris Stamp, c'est une décision mûrement réfléchie : « Nous voulions montrer qui était cet homme musicalement. » The Wind Cries Mary se classe 6e courant mai.
L'album Are You Experienced paraît le 12 mai 1967 au Royaume-Uni sous le label Track Records. Il aurait dû paraître deux semaines plus tard, mais sa date de sortie est avancée en raison d'une gaffe de Polydor, qui envoie par erreur 2 000 exemplaires du vinyle aux disquaires londoniens. Il entre dans les charts le 27 mai et y reste pendant 33 semaines ; il s'y trouve encore au mois de décembre, lorsque paraît Axis: Bold as Love, le deuxième album de l'Experience. Sa meilleure position est no 2, derrière Sgt. Pepper's Lonely Hearts Club Band des Beatles.
En dépit de son succès européen, le 45 tours Hey Joe ne se classe pas dans le Billboard Hot 100 à sa sortie sur le sol américain, le 1er mai 1967. C'est le passage de l'Experience au festival international de musique pop de Monterey, le 18 juin, qui lui permet de percer aux États-Unis. Recommandé aux organisateurs par Paul McCartney, le trio donne ce soir-là une performance mémorable, qu'Hendrix conclut en mettant le feu à sa guitare sur scène,,.
Après le succès de Monterey, la maison de disques Reprise Records accepte de distribuer Are You Experienced aux États-Unis. Le 45 tours Purple Haze / The Wind Cries Mary, sorti le 16 août, ne dépasse pas la 65e place du Hot 100, mais il tourne beaucoup sur les radios underground, ce qui constitue une bonne publicité pour l'Experience,. Reprise alloue un budget promotionnel de 20 000 dollars pour l'album, du jamais vu pour un artiste devant encore faire ses preuves. Il sort le 23 août et se classe no 5 du Billboard 200. Il reste dans les charts pendant 106 semaines, dont 27 passées dans le Top 40.
L'édition américaine de l'album se distingue de la britannique par une pochette et un contenu différent. L'ordre des chansons est bouleversé et Red House, Remember et Can You See Me y sont remplacées par les faces A des trois premiers 45 tours de l'Experience, Hey Joe, Purple Haze et The Wind Cries Mary. Les trois chansons écartées ne paraissent aux États-Unis qu'en 1969, sur la compilation Smash Hits. La version stéréo de Red House qui figure sur cette compilation provient d'une autre séance d'enregistrement que la version de Are You Experienced. La version d'origine ne sera disponible en Amérique du Nord qu'en 1994 sur l'album posthume Blues.
Après la reprise en main du catalogue musical par la famille de Hendrix, les quatre albums du guitariste sont réédités le 22 avril 1997. L'album fait partie de cette réédition, augmenté des six chansons sorties en 45 tours (Hey Joe, Purple Haze et The Wind Cries Mary). La version américaine est également augmentée des six chansons manquantes (Red House, Remember et Can You See Me et les faces B des 45 tours).

### Accueil critique et postérité
Are You Experienced est généralement considéré comme l'un des meilleurs premiers albums de l'histoire du rock. Il rencontre un succès commercial foudroyant, dépassant le million de copies écoulées en l'espace de sept mois. Il est certifié quintuple disque de platine par la RIAA en 2004 Melody Maker salue son intégrité artistique et l'usage de tempos variés. Le New Musical Express le décrit comme « une tentative audacieuse de produire une forme de musique originale et excitante ». La critique n'est néanmoins pas unanime pour applaudir l'album à sa sortie. Dans Rolling Stone, Jon Landau se montre ainsi négatif à l'égard du chant et de l'écriture de Hendrix, jugeant les paroles ineptes.
Avec le recul, Ritchie Underberger décrit Are You Experienced comme « l'un des albums essentiels de l'ère psychédélique ». Noe Goldwasser, fondateur du magazine Guitar World, le considère comme « le mode d'emploi de ce qu'un musicien peut faire avec son instrument ». Le journaliste Charles Shaar Murray estime que l'album « a bouleversé ce que l'on pensait de la guitare, non, ce que l'on pensait de la musique ». Le critique Robert Christgau souligne la façon dont l'Experience utilise de simples structures pop comme cadre pour le jeu de guitare lourd et complexe de Hendrix, une technique innovante qui a attiré l'attention de nombreux jeunes auditeurs. L'album figure en 15e position dans les listes des 500 plus grands albums de tous les temps établies par le magazine Rolling Stone en 2003 et en 2012. Quatre chansons tirées de l'album figurent dans leur liste des 500 plus grandes chansons de tous les temps : Purple Haze (17e), Foxy Lady (153e), Hey Joe (201e) et The Wind Cries Mary (379e). Il est également cité dans l'ouvrage de référence de Robert Dimery Les 1001 albums qu'il faut avoir écoutés dans sa vie et dans un très grand nombre d'autres listes. Are You Experienced fait partie des cinquante enregistrements ajoutés au Registre national des enregistrements de la Bibliothèque du Congrès en 2005, signe de son « importance culturelle, historique et esthétique ».

## Caractéristiques artistiques

### Paroles et musique
Are You Experienced brasse de nombreux genres musicaux,. Le journaliste Chris Welch remarque que « chaque titre possède sa propre identité ».
Foxy Lady, la chanson qui ouvre la version britannique de l'album, est le produit d'une unique séance aux studios CBS, à l'exception de quelques overdubs ajoutés plus tard. Ses paroles parlent de Heather Taylor, une célébrité londonienne de l'époque qui épouse par la suite Roger Daltrey, le chanteur des Who. Elle débute sur un fa qui monte jusqu'à un fa dièse grâce à l'usage du bend. Le volume augmente lentement jusqu'à créer une boucle de feedback, puis Hendrix attaque l'accord en F# 7#9 qui domine la chanson. Le son de guitare distordu est issu de la combinaison de plusieurs pédales d'effet. Le solo est construit sur le système pentatonique et illustre l'approche inhabituelle de la mélodie par Hendrix. Peter Doggett rapproche la lenteur de son rythme de la Memphis soul, tandis que David Stubbs y voit un précurseur des groupes de heavy metal comme Black Sabbath.

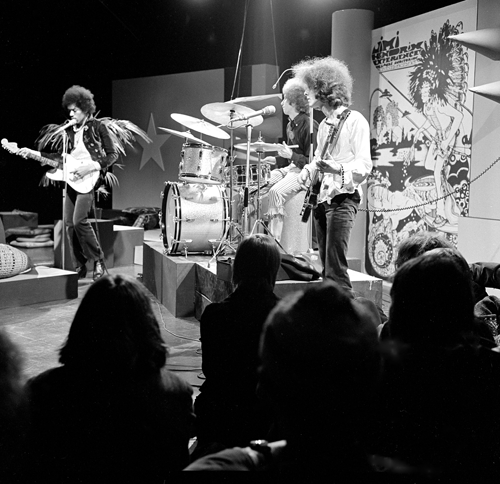
The Jimi Hendrix Experience à la télévision néerlandaise en juin 1967.

Contrairement à la majorité des chansons rock, écrites en 4/4, Manic Depression présente une signature rythmique en 3/4, comme une valse. Le jeu de batterie de Mitchell rappelle les motifs jazz d'Elvin Jones,. Le musicologue Andy Aledort souligne l'utilisation du chromaticisme (en) dans les premiers accords de la chanson et les bends qui annoncent ce qu'il juge être l'un des meilleurs solos de Hendrix. Can You See Me est un rock énergique, avec un chant redoublé et un bend inspiré par Hank Marvin,. Le solo de Love or Confusion, avec sa guitare qui sonne comme un sitar, témoigne de l'influence du raga rock.
Pour le journaliste Richie Unterberger, les paroles sombres de I Don't Live Today évoquent davantage du rock gothique que le psychédélisme exubérant de la musique qu'elles accompagnent. Hendrix s'appuie sur le rythme tribal de la chanson pour produire des improvisations regorgeant de feedback,. En mémoire de ses origines cherokee, il dédie cette chanson aux Amérindiens et autres minorités.
Deux chansons témoignent des genres de prédilection de Hendrix avant son arrivée à Londres : le blues de Red House et le rhythm and blues de Remember,. Une particularité de Red House est l'absence de guitare basse : Noel Redding joue à la place de la guitare rythmique, égalisée sur des tons de basse. Il s'agit du seul twelve-bar blues écrit par Hendrix. À l'opposé se trouve la chanson-titre, un échantillon de rock psychédélique présentant des passages à l'envers qui s'avèrent particulièrement délicats à reproduire en concert, en particulier pour Mitch Mitchell,.
D'après Hendrix, Third Stone from the Sun raconte comment, après avoir examiné l'espèce humaine, un extra-terrestre la juge indigne de dominer la Terre, détruit toute civilisation et confie la planète à une autre race : celle des poulets,. Cette chanson psychédélique inspirée par la science-fiction se compose de deux parties distinctes. Dans la première, une mélodie jazzy à la Wes Montgomery est jouée à la guitare sur un tempo rock, tandis que dans la seconde, Hendrix improvise en mode mixolydien sur un rythme jazz,. La chanson utilise des segments parlés ralentis de moitié pour donner l'impression d'un voyage interstellaire. Ritchie Unterberger y distingue également des motifs de surf music rappelant les Ventures, un groupe qu'Hendrix aurait eu l'occasion d'entendre dans son enfance.
Les paroles de Purple Haze, qui ouvre la version américaine de l'album, sont souvent interprétées comme le récit d'une prise de  LSD, mais d'après Hendrix, elle s'inspire d'un rêve durant lequel il « marchait sous la mer ». D'après Redding, le guitariste n'a découvert le LSD qu'après avoir écrit cette chanson. Elle débute sur une harmonie guitare/basse utilisant le triton, un intervalle aux connotations diaboliques. Ritchie Unterberger considère le riff d'ouverture de Purple Haze comme « partie intégrante du vocabulaire du rock ». La reprise de Hey Joe devient l'une des chansons les plus demandées à Hendrix en concert.
Fire est un mélange de funk et de soul mené par la batterie de Mitchell,, tandis que les ballades May This Be Love et The Wind Cries Mary témoignent de la capacité de Hendrix à écrire des mélodies subtiles et des paroles réfléchies. Écrite par le guitariste après une dispute avec sa petite amie Kathy Etchingham, The Wind Cries Mary présente une progression d'accords inspirée de Curtis Mayfield et des paroles qui reflètent l'admiration du guitariste pour Bob Dylan. Avec Stone Free, il exprime son désir de liberté et son rejet du conformisme et des relations durables. Ce thème se retrouve également dans 51st Anniversary et Highway Chile.

### Pochettes et photographie
La pochette de la version britannique de l'album, conçue par Chris Stamp, présente Hendrix dans une « pose à la Dracula », vêtu d'une cape noire qu'il étend sur Mitchell et Redding, placés en contrebas. La photographie du groupe est réalisée par Bruce Fleming, qui a déjà travaillé avec les Hollies, les Dave Clark Five et les Animals. La séance photo se déroule au mois de février, après que le photographe a assisté à plusieurs répétitions et concerts de l'Experience. Il réalise plusieurs clichés du trio, en noir et blanc et en couleur. Chandler insiste pour que les visages des trois musiciens soient clairement visibles : « pour qu'ils se fassent une place, il fallait que l'on voie bien leurs visages, afin que les gosses puissent les reconnaître ». Parmi les photos prises par Fleming, Track Records en choisit une en couleur, qui n'est pas celle que préférait le photographe. Le lettrage est réalisé par Alan Aldridge. Pour une raison inconnue, seul le titre de l'album apparaît sur la pochette, et pas le nom de l'Experience. Pour la version européenne de l'album, Polydor rajoute « Jimi Hendrix » au sommet de l'image. Avec ses tons bruns et verts et la pose dilettante des trois sujets, la pochette ne fait pas grande impression. Chris Stamp admet que « c'est une très mauvaise pochette. J'ose croire que nous nous sommes rattrapés avec les suivantes. »
Hendrix n'apprécie pas cette pochette, et souhaite faire appel au designer Karl Ferris, dont il a découvert le travail avec la pochette de l'album des Hollies Evolution, sorti en juin 1967. Après avoir assisté aux répétitions de l'Experience pour leur deuxième 33 tours, Axis: Bold as Love, et écouté avec attention leur musique, Ferris développe l'idée d'un groupe « voyageant à travers le cosmos dans une biosphère, se rendant sur Terre pour y apporter leur musique étrange ». C'est avec cette idée en tête qu'il prend en photo le trio à Kew Gardens, à l'aide d'un objectif fisheye. Il prend les musiciens en contre-plongée afin d'attirer l'attention sur les mains du guitariste, et travaille également sur les couleurs pour accentuer l'étrangeté de l'image. Ferris choisit les vêtements de Mitchell et Redding, achetés le jour même dans des boutiques sur King's Road, tandis qu'Hendrix porte une veste au motif d'yeux offerte par une fan. Sa petite amie Kathy Etchingham le coiffe en afro, un style qui plaît à Mitchell et Redding et qu'ils adoptent à leur tour. Ferris choisit un fond jaune pour la pochette et conçoit un lettrage exubérant. Reprise Records refuse toutefois sa proposition d'un emballage texturé, jugée trop coûteuse.

## Fiche technique

### Chansons
Are You Experienced connaît six versions différentes. Depuis 1997, les rééditions au format CD publiées par Experience Hendrix et MCA Records reprennent l'intégralité des titres parus sur les deux éditions originales britannique (Track 612 001) et américaine (Reprise RS 6261), soit dix-sept chansons au total : les onze enregistrées pour l'album, et les six parues en 45 tours avant sa sortie.
Toutes les chansons sont écrites et composées par Jimi Hendrix, sauf Hey Joe (Billy Roberts).
| 1. | Foxy Lady          | 3:22 |
| 2. | Manic Depression   | 3:46 |
| 3. | Red House          | 3:53 |
| 4. | Can You See Me     | 2:35 |
| 5. | Love or Confusion  | 3:17 |
| 6. | I Don't Live Today | 3:58 |

| 7.  | May This Be Love         | 3:14 |
| 8.  | Fire                     | 2:47 |
| 9.  | Third Stone from the Sun | 6:50 |
| 10. | Remember                 | 2:53 |
| 11. | Are You Experienced?     | 4:17 |

| 1. | Purple Haze        | 2:46 |
| 2. | Manic Depression   | 3:46 |
| 3. | Hey Joe            | 3:23 |
| 4. | Love or Confusion  | 3:15 |
| 5. | May This Be Love   | 3:14 |
| 6. | I Don't Live Today | 3:55 |

| 7.  | The Wind Cries Mary      | 3:21 |
| 8.  | Fire                     | 2:34 |
| 9.  | Third Stone from the Sun | 6:40 |
| 10. | Foxy Lady                | 3:15 |
| 11. | Are You Experienced?     | 3:55 |

#### Titres bonus
| 12. | Hey Joe             | 3:30 |
| 13. | Stone Free          | 3:36 |
| 14. | Purple Haze         | 2:51 |
| 15. | 51st Anniversary    | 3:16 |
| 16. | The Wind Cries Mary | 3:20 |
| 17. | Highway Chile       | 3:32 |

| 12. | Stone Free       | 3:36 |
| 13. | 51st Anniversary | 3:15 |
| 14. | Highway Chile    | 3:32 |
| 15. | Can You See Me   | 2:33 |
| 16. | Remember         | 2:48 |
| 17. | Red House        | 3:50 |

### Musiciens
- Jimi Hendrix : chant, guitares
- Noel Redding : basse, chœurs sur Foxy Lady, Fire et Purple Haze
- Mitch Mitchell : batterie, chœurs sur I Don't Live Today et Stone Free
- The Breakaways : chœurs sur Hey Joe[14]

### Équipe de production
- Chas Chandler : producteur
- Dave Siddle : ingénieur du son sur Manic Depression, Can You See Me, Love or Confusion, I Don't Live Today, Fire, Remember, Hey Joe, Stone Free, Purple Haze, 51st Anniversary et The Wind Cries Mary
- Eddie Kramer : ingénieur du son sur The Wind Cries Mary, Are You Experienced? et Red House, ingénieur supplémentaire sur Love or Confusion, Fire, Third Stone from the Sun et Highway Chile
- Mike Ross : ingénieur du son sur Foxy Lady, Red House et Third Stone from the Sun

### Classements et certifications  de l'album
| Année | Classement                    | Meilleure place | durée du classement |
| ----- | ----------------------------- | --------------- | ------------------- |
| 1967  | Allemagne (GfK Entertainment) | 17              | 2 semaines          |
| 1967  | Belgique (Flandre Ultratop)   | 72              | 2 semaines          |
| 1967  | Norvège (VG-lista)            | 3               | 34 semaines         |
| 1967  | Royaume-Uni (UK Albums Chart) | 2               | 34 semaines         |
| 1968  | États-Unis (Billboard 200)    | 5               | 106 semaines        |
| 2010  | France (SNEP)                 | 129             | 10 semaines         |
| 2010  | Suède (Sverigetopplistan)     | 53              | 1 semaine           |
| 2017  | Italie (FIMI)                 | 93              | 1 semaine           |

| Pays              | Certification | Date            | Ventes certifiées |
| ----------------- | ------------- | --------------- | ----------------- |
| États-Unis (RIAA) | 5 × Platine   | 18 juin 2014    | 5 000 000         |
| Italie (FIMI)     | Or            | 2021            | 25 000            |
| Royaume-Uni (BPI) | Or            | 22 juillet 2013 | 100 000           |

### Singles
Foxy Lady
| Année | Classement          | Meilleure place | durée du classement |
| ----- | ------------------- | --------------- | ------------------- |
| 1967  | (Billboard Hot 100) | 67              | 4 semaines          |

Hey Joe
| Année | Classement            | Meilleure place | durée du classement |
| ----- | --------------------- | --------------- | ------------------- |
| 1967  | (single Top 100)      | 21              | 4 semaines          |
| 1967  | (Wallonie) (Ultratop) | 2               | 22 semaines         |
| 1967  | (SNEP)                | 46              | 8 semaines          |
| 1967  | (VG-lista)            | 10              | 1 semaine           |
| 1967  | (Dutch Charts)        | 2               | 22 semaines         |
| 1967  | (UK Singles Chart)    | 8               | 9 semaines          |

Purple Haze
| Année | Classement            | Meilleure place | durée du classement |
| ----- | --------------------- | --------------- | ------------------- |
| 1967  | (Billboard Hot 100)   | 65              | 8 semaines          |
| 1967  | (single Top 100)      | 17              | 4 semaines          |
| 1967  | (Ö3 Austria Top 40)   | 7               | 8 semaines          |
| 1967  | (Wallonie) (Ultratop) | 45              | 2 semaines          |
| 1967  | (SNEP)                | 50              | 9 semaines          |
| 1967  | (VG-lista)            | 7               | 3 semaines          |
| 1967  | (Dutch Charts)        | 11              | 5 semaines          |
| 1967  | (UK Singles Chart)    | 3               | 14 semaines         |

The Wind Cries Mary
| Année | Classement            | Meilleure place | durée du classement |
| ----- | --------------------- | --------------- | ------------------- |
| 1967  | (single Top 100)      | 35              | 1 semaine           |
| 1967  | (Ö3 Austria Top 40)   | 18              | 4 semaines          |
| 1967  | (Wallonie) (Ultratop) | 35              | 8 semaines          |
| 1967  | (SNEP)                | 15              | 13 semaines         |
| 1967  | (Dutch Charts)        | 6               | 6 semaines          |
| 1967  | (UK Singles Chart)    | 6               | 11 semaines         |